# Florian Mennigen
Florian Mennigen (* 10. April 1982 in Ratzeburg) ist ein ehemaliger deutscher Riemenruderer. Er ist Olympiasieger mit dem Deutschland-Achter und Teilnehmer der Olympischen Sommerspiele 2008 in Peking und 2012 in London.

## Sportlerkarriere
Florian Mennigen startete für den Ratzeburger Ruderclub. Bei den Weltmeisterschaften 2007 in München belegte er zusammen mit Stephan Koltzk, Philipp Naruhn, Matthias Flach und Steuermann Martin Sauer den dritten Platz im Vierer mit Steuermann. Bei den Olympischen Spielen 2008 in Peking trat Mennigen im Deutschland-Achter an, mit dem er in Vor- und Hoffnungslauf und dem B-Finale den letzten Platz belegte. Ein Jahr später siegte er mit dem Achter bei den Weltmeisterschaften 2009, im folgenden Jahr wurde er mit diesem Boot Europa- und Weltmeister. Mit der Crew des Deutschlandachters gewann Mennigen auch die folgenden Weltmeisterschaften der Jahre 2010 und 2011.
Bei den Olympischen Spielen 2012 gewann er in London die Goldmedaille mit dem Deutschland-Achter und beendete danach seine aktive Karriere als Ruderer.
Für seine sportlichen Leistungen erhielt er am 7. November 2012 das Silberne Lorbeerblatt.

## Leben
2006 machte Mennigen seinen Bachelor-Abschluss in Psychologie am College of Arts and Sciences der Boston University. Im Jahr 2016 wurde er dort als erster Deutscher in die Boston University Athletic Hall of Fame aufgenommen.
Nach der Rückkehr nach Deutschland schloss Mennigen 2010 sein Studium an der Ruhr-Universität Bochum mit dem Master of Science in Psychologie mit dem Schwerpunkt Wirtschaftspsychologie ab. Nach dem Studium approbierte Mennigen als psychologischer Psychotherapeut mit der Vertiefungsrichtung Verhaltenstherapie. Als Dozent an der Universität Witten/Herdecke unterrichtet Mennigen seit 2016 die Themen Teamkompetenz, Kommunikation, Stress-Management.
Mennigen teilt seine Erfahrungen als Leistungssportler mit Unternehmen und Entscheidern auf Vortragsbühnen, bei Talkrunden oder im Rahmen von interaktiven Team-Events, Incentives und Seminaren.